# 公儀休
公仪休（？—？），中国战国时期初年鲁国名臣，姬姓，公仪氏，名休，又称公仪子。

## 生平
公儀休开始为博士，鲁穆公时为相，逐漸從三桓手中收回政權，擺脫了三桓專政的問題。其主张无为，为官不与民争利。他喜欢吃鱼，但不受客人所赠之鱼。其弟劝谏，他说，如果收了，就要为人办事、违背法纪而被罢相，那时就吃不到鱼了，在相位，即使不接受别人的鱼，也能自己买鱼；吃蔬菜感到美味，就拔掉园中所种的蔬菜；妻子织出好布，反而驱逐妻子，烧毁织布机，以为自己享有俸禄，不能再夺农人女工之利。
后来唐朝苏良嗣也引用他的例子，反对出卖宫中菜蔬牟利。

## 延伸阅读
[在维基数据编辑]
 《史記/卷119》，出自司馬遷《史記》